# 地震波トモグラフィー
地震波トモグラフィー（じしんはトモグラフィー）とは、地震波の伝播時間を用いて、地球内部の3次元速度構造を求める手法のことである。それによって得られた画像を指す場合もある。生体内や物質を非破壊的に観察するためにコンピュータ断層撮影（CT）や核磁気共鳴、ガンマー線を用いるように、地球内部を地震波を用いて観察する。医学のエックス線CT等と原理としてはと同じであるが、それらが物質の密度の分布を画像化するのに対し、地震波トモグラフィーでは、内部を通る地震波の速度の分布を画像化する。

## 概要
具体的には、ある地点で地震が発生したとした場合、震源については、地球上に設置された各地震計が測定したデータを解析することによって、震源域がある程度の精度（地震の規模によって、震源域が拡がるため）で同定される。この地震波を、コンピュータを用いて解析することによって、地球の断層写真を構成する技術のことである。現在のところ、地球内部を数十キロメートルから数百キロメートル（300km）の格子で撮影したのと同じ程度の精度である。
地震波の伝わる速度は、地球内部の温度差や物質の成分の違いによって変化する。P波の伝わる速度が1%違えば、約100度の温度差があると考えられ、P波の伝わるのが遅い部分は高温で、早い部分は低温であると考えられ、それらを画像化することによって、地球内部の構造を明らかにしようと試みられている。日本付近では、太平洋プレートの沈み込みによって、上部マントルと下部マントルの間にスラブが発生していること、また、沈み込んだプレートがメガリスとなって下部マントル内に沈み込んで、コールドプルームになる一方、太平洋にスーパーホットプルームが発生し、タヒチやハワイがホットスポットになっていることなど、いわゆるプルームテクトニクスの「証拠写真」として注目されている。
なお、精度を上げるためには、地震波を正確に捉えるための地震計が十分に必要なため、現在のところ、解析データとして用いられているのは、日本、ヨーロッパ、アメリカが設置した地震計からのデータを用いている。なぜならば、地震計自身の地震波を捉える精度、および、地震計自身の正確な位置が分からないと、震源域から発せられた地震波を正確に解析できないためである。なお、震源域等の測定に関しては、国際基準があるため、その基準に基づき、各国の中央気象台が発表する値を信頼しても良い。